# Parròquia de Santa Creu (València)
La Parròquia de Santa Creu fou una parròquia medieval de la ciutat de València. La parròquia de Santa Creu rep el nom de l'església homònima localitzada al convent del Carme, actual Centre del Carme i que era el centre polític i religiós del districte.
Geogràficament, la parròquia de Santa Creu limitava amb la de Sant Miquel al sud, amb la de Sant Bartomeu a l'est per la zona del portal de la Valldigna i amb el riu Túria al nord. Dins de la parròquia es trobava, a més del convent del Carme i l'església de Santa Creu, el bordell de València. La parròquia només disposava d'una entrada a les muralles de València: el Portal Nou. De caliu marginal, la parròquia estava poblada per artesans, jornalers i estudiants.
La parròquia, com les altres 12 de la ciutat, fou creada quasi immediatament després de l'entrada de Jaume I a València sobre antigues mesquites i fou la divisió territorial de la ciutat fins al segle xviii, poc després de la promulgació dels Decrets de Nova Planta. En l'actualitat, el territori de l'antiga parròquia de Santa Creu forma part del barri del Carme, al districte de Ciutat Vella (la València intramurs).